# Лонгакр, Джеймс
Джеймс Бартон Лонгакр (11 августа 1794, Делавэр, Пенсильвания — 1 января 1869) — американский художник-портретист и монетный гравёр, с 1844 года и до конца своей жизни четвёртый главный гравёр Монетного двора США.

## Биография
В 12-летнем возрасте покинул родной дом и поступил учеником в книжную лавку. После того как был замечен его художественный талант, стал учеником гравёра. Написал портреты многих выдающихся деятелей, в том числе сенатора от Южной Каролины Джона Кэлхуна. В 1827 году был спустя год после основания Национальной академии дизайна в Нью-Йорке принят в её почётные члены.
После смерти Кристиана Гобрехта в 1844 году сменил его на посту главного гравёра в Монетном дворе в Филадельфии. Монетный двор на тот момент управлялся директором Робертом Паттерсоном и главным монетчиком Франклином Пилем, с которыми у Лонгакра возник конфликт, после того как он в ответ на заказ Конгресса разработал проект нового золотого доллара и двойного орла. Он мог быть уволен, если бы не заступничество министра финансов Уильяма Мередита. Паттерсон и Пиль ушли в отставку в начале 1850-х годов, вследствие чего конфликт был исчерпан.
После внезапной смерти Лонгакра в первый день 1869 года его преемником стал Уильям Барбер. Работы Лонгакра имеют достаточно высокую ценность, хотя иногда его критикуют за отсутствие художественного прогресса в деле гравировки монет.

## Некоторые работы
- Цент с изображением орла, 1857
- Двухцентовая монета, 1865
- Трёхдолларовая монета, 1878
- Цент с изображением индейца, 1909